# Opopaea phineus
Opopaea phineus là một loài nhện trong họ Oonopidae.
Loài này thuộc chi Opopaea. Opopaea phineus được miêu tả năm 2007 bởi Harvey & Edward.